# جيفرسونفيل (جورجيا)
جيفرسونفيل (بالإنجليزية: Jeffersonville, Georgia)‏ هي مدينة تقع في مقاطعة تويغز بولاية جورجيا في الولايات المتحدة. تبلغ مساحة هذه المدينة 9.5 (كم²)، وترتفع عن سطح البحر 158 م، بلغ عدد سكانها 1209 نسمة في عام 2010 حسب إحصاء مكتب تعداد الولايات المتحدة.

## أعلام
- روبرت جونز

## وصلات خارجية
- Cities & Counties - Georgia.gov